# غيديميناس ماجيكا
غيديميناس ماجيكا (مواليد 24 مارس 1978 في كاوناس) هو حكم كرة قدم ليتواني محترف. إنه حكم في الفيفا. أدار ماجيكا مباراة مرحلة المجموعات في دوري أبطال أوروبا 2016–17 بين باير ليفركوزن وموناكو في ديسمبر 2016.

## روابط خارجية
- غيديميناس ماجيكا على موقع Soccerway.com (الإنجليزية)